# اسپری‌تاون (ایندیانا)
اسپری‌تاون (به انگلیسی: Spraytown) یک منطقهٔ مسکونی در ایالات متحده آمریکا است که در شهرستان جکسون، ایندیانا واقع شده‌است. اسپری‌تاون ۲۳۴٫۰۹ متر بالاتر از سطح دریا واقع شده‌است.